# Christina Nilsson (författare)
Christina Nilsson, även Kristina, född Svensson den 10 januari 1876 i Hörby, död 24 november 1962 i Hurva, var en svensk författare. Hon blev känd i början av 1900-talet för sina realistiska folklivsskildringar från Skåne, vilka har jämförts med Victoria Benedictssons. Hennes författarskap präglas av ett starkt socialt engagemang och fick efterhand en kristen inriktning.

## Biografi
Christina Nilsson växte upp i Hörby under torftiga förhållanden som dotter till Nils Svensson och Kerstina Persdotter Palm. Fadern var torpare under Osbyholms gods, och modern dog när Christina Nilsson bara var åtta år gammal. Hon var yngst av tio syskon, av vilka sex levde till vuxen ålder. Fem av dem utvandrade senare till Amerika och bara Christina Nilsson stannade kvar.
Efter skolan tog hon plats som piga på en gård i trakten, och därefter drev hon tillsammans med en väninna en matservering i Hörby. Hon började också under signaturerna "Ringa" och "Vici" publicera kortberättelser i tidningar och tidskrifter, och 1905 publicerades hennes första novellsamling, Från Skånebygder. Samma år flyttade hon med skomakaren Hjalmar Valentin Nilsson till Malmö, där också första barnet föddes. År 1907 flyttade paret till Sösdala, där ytterligare fem barn blev till. Paret gifte sig först 1911, och bara de två sista barnen föddes inom äktenskapet. Vigseln var borgerlig, och inget av barnen döptes inom Svenska kyrkan, eftersom maken hade frikyrklig bakgrund och inte heller själv var kyrkligt döpt. År 1917 flyttade familjen till Hurva, där Christina Nilsson bodde kvar till sin död, tillsammans med döttrarna Renée och Disa, senare rikskända vinnare i korrespondensschack. Hon fortsatte med sitt författarskap fram till 1927 och hade vid sin död hunnit ge ut elva skönlitterära verk.

### Författarskap
Christina Nilssons litterära intresse väcktes redan i barndomen, främst genom den tidigt döda moderns boksynthet. Tidigt i skolan började hon skriva egna berättelser, först i hemlighet, eftersom hennes omgivning efter moderns död inte accepterade annan läsning än Bibeln, psalmboken och postillan. Skrivandet utvecklades under hennes tid som piga och hon fick en novell publicerad i Hörbyposten. Chefredaktören Ivar Säfstrand såg hennes kompetens och anlitade henne därefter tidvis som medarbetare i tidningen. I Malmö medarbetade hon även i den socialdemokratiska Arbetet. Hon publicerade också noveller i tidskrifter som Idun, och 1905 utgavs debutsamlingen Från Skånebygder på AB Carlins bokhandelsförlag i Eslöv. Redan här framträder författarskapets återkommande teman. Novellsamlingen skildrar åskådligt och inträngande statare, torpare och fattigbönder, ofta i materiell nöd och under hårt klassförtryck, men också upptagna av djupa existentiella frågor. Särskilt varieras frågan om den osjälviska kärlekens möjlighet och vad den kräver av en människa. I det sammanhanget uppmärksammas också kvinnoförtryckets villkor. Novellsamlingen väckte uppmärksamhet, togs väl emot, sålde bra och kom ut i en andra upplaga, vilket väckte Bonniers intresse.
Christina Nilssons första roman, Två kvinnor, 1906, utgavs av Bonniers i flera upplagor och blev hennes mest uppmärksammade verk. Handlingen utspelas på Skånes fattiga landsbygd och gestaltar utstötthet och utanförskap. I centrum står en egensinnig torparflicka, hittebarn av okänt ursprung, som kämpar med fördomar, skenhelighet och högmod i bygden, men också med en sårig relation till sin dotter.
Romanen I skärselden, 1907, utgör en starkt samhällskritisk fortsättning på Två kvinnor. Här skildras klassmotsättningarna i ett landsortssamhälle, där den moderna industrikapitalismen börjar göra sig gällande, samtidigt som väckelsekristendom och socialism får inflytande. Romanens kulmen är ett arbetarmöte, där alla sidor får utveckla sina argument, men där socialisterna i förbund med de väckelsekristna ”läsarna” vinner mest gehör. I samma anda angriper stridsskriften Vår tjänande syster, 1907, exploateringen av tjänstekvinnan i borgerskapets hem och den förnedring hon där utsätts för. Även novellsamlingarna Skiljas, 1909, och På Mammons altare, 1911, utvecklar samhällskritik riktad mot ”mammonskärleken” och ”rikedomseländet”. Här gisslas vinstlysten rovdrift med människor och djur, småaktig vardagssnålhet, och inte minst penninghungriga föräldrars makt att tvinga sina döttrar till ett rikt gifte. Samtidigt skildras återigen den osjälviska kärlekens förmåga att hela söndriga förhållanden och förädla vardagen. Detta tema förs in i ett uttalat kristet sammanhang i den stora familjeromanen Osynliga krafter I–II, 1910, och äktenskapsromanen Lifvets hemlighet, 1912.
Först 1927 återkom Nilsson med I morgonstjärnans ljus och Livets seger, utgivna på egen bekostnad på det nystartade Svenska Allmogeförlaget respektive eget förlag. I dessa allmogeromaner infogas författarskapets återkommande teman i en högst personlig kristendomstolkning, bland annat med en framskjuten plats för kvinnan, inte minst som förkunnare. Efter 1927 tystnade författaren Christina Nilsson. Hon var då 51 år.
Christina Nilssons noveller och romaner vann uppskattning och sålde bra, åtminstone fram till 1912. Stora ansedda förlag som Bonniers och Åhlén & Åkerlund stod för merparten av utgivningen, ofta i form av enkronasböcker avsedda för en bred allmänhet. Berättelserna är ofta spänningsladdade och dramatiska, med starka tankeväckande intriger och psykologisk komplexitet. Framställningen präglas av verklighetssinne och saklighet med uttrycksfulla beskrivningar och belysande detaljer, som vittnar om djup förtrogenhet med stoffet. Språket är märgfullt, ofta drastiskt, särskilt i dialogerna, som vanligen förs på skånsk dialekt. Berättarrollen är allvetande och till en början återhållsam, men blir i de sista böckerna mer personlig med direkt läsartilltal. Där får också vissa kvinnliga karaktärer särskild auktoritet som kristna förkunnare i trosutläggningar riktade lika mycket till läsaren som till karaktärer i berättelsen. Allmogeskildringen förenas här med den fromma berättelsens genre, som vid denna tid var stor och rikt varierad, med många läsare och ofta kvinnliga författare, exempelvis Betty Janson.